# دیگر هرگز (فیلم ۱۹۱۶)
دیگر هرگز (انگلیسی: Never Again) یک فیلم کمدی صامت کوتاه به کارگردانی ویلارد لوئیس است که در سال ۱۹۱۶ منتشر شد. از بازیگران این فیلم می‌توان به اولیور هاردی، برت تریسی، هلن گیلمور، فلورنس مک‌لاکلین و بیلی روژ اشاره کرد.